# Eduard Hinze

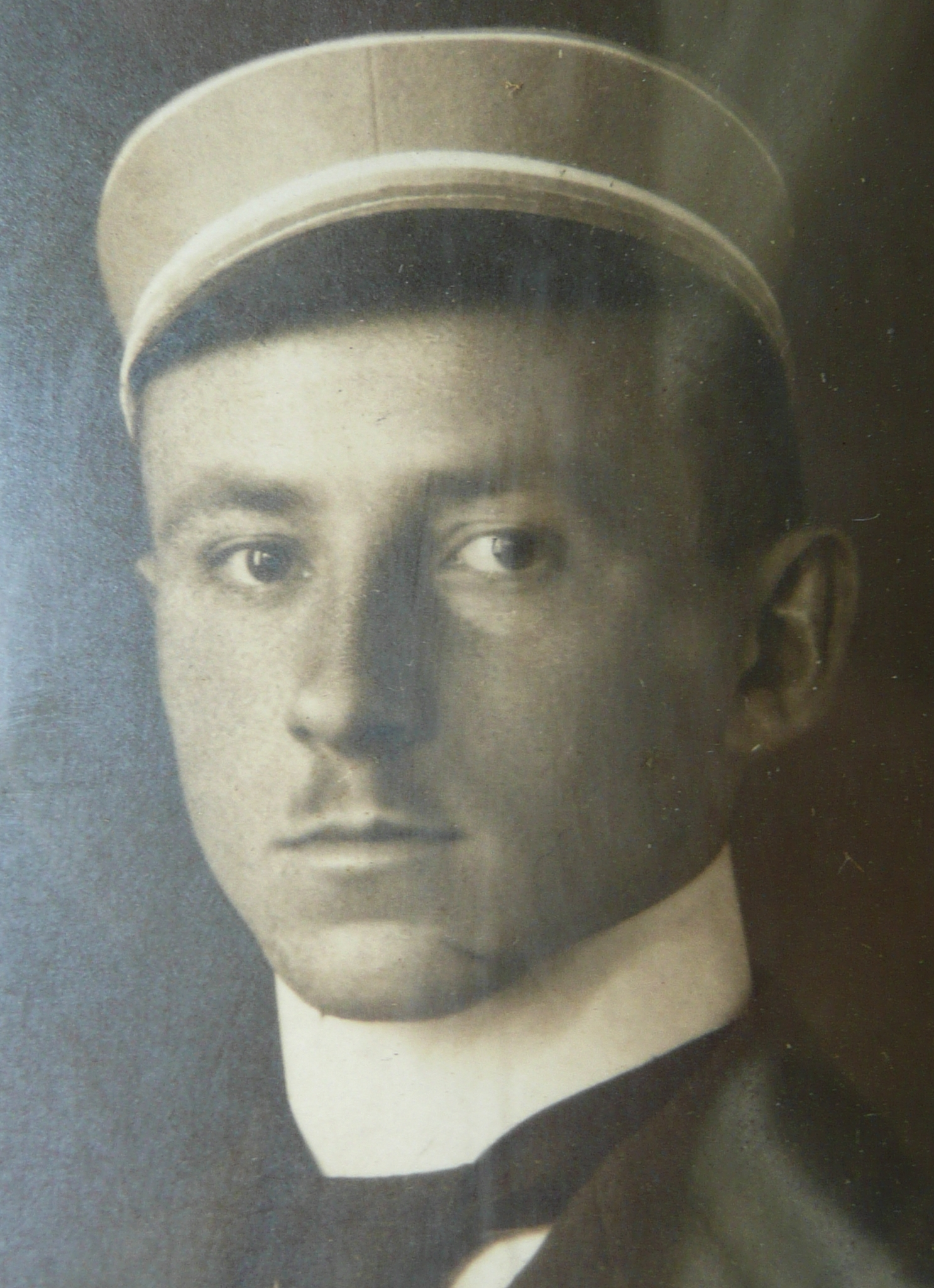
Eduard Hinze als Student (1919)

Eduard Hinze (* 22. Februar 1898 in Naumburg (Saale); † 8. November 1986 in Bad Harzburg) war ein deutscher Sanitätsoffizier.

## Leben
Nach dem 1915 am Realreformgymnasium in Frankfurt (Oder) abgelegten Abitur kämpfte Hinze als Artillerist im Ersten Weltkrieg. Ab dem Wintersemester 1918/19 studierte er an der Schlesischen Friedrich-Wilhelms-Universität Breslau Medizin. Er wurde im Corps Silesia aktiv. Da der Preußische Kultusminister für die Kriegsteilnehmer ein Zwischensemester 1919 angeordnet hatte, konnte Hinze das Physikum nach nur einem Jahr ablegen. 
Für den klinischen Teil des Studiums wechselte er an die Albertus-Universität Königsberg, wo er sich 1920 auch dem Corps Hansea Königsberg anschloss. In Königsberg machte er 1922 das Staatsexamen und promovierte er 1923 zum Dr. med. Nach einigen Monaten als  Volontärarzt an der Landesfrauenklinik in Danzig trat er 1923 in die Reichswehr ein. Er kam nach Kassel, Kolberg (1930) und Schwedt/Oder (1933). Von 1935 bis 1939 war er Standortarzt in Döberitz. Während der Olympischen Sommerspiele 1936 war er als Leiter des Olympialazaretts nach Berlin abgeordnet.
Mit Beginn des Zweiten Weltkriegs wurde Hinze zu verschiedenen Truppenteilen kommandiert. Er wurde 1943 als Oberstarzt zum Armeearzt der 8. Armee (Wehrmacht) ernannt und 1944 zum Generalarzt befördert. Nach der Entlassung aus amerikanischer Kriegsgefangenschaft 1947 ließ er sich als Landarzt in Havelse nieder.
1950 wurde er noch Mitglied des Corps Albertina Hamburg.
Sein 1979 veröffentlichtes Werk über die Geschichte des militärischen Medizinalwesens gilt als Standardwerk.

## Werke
- Feldscherer und Feldmedici in deutschen wie fremden Heeren und Flotten. Neustadt/Aisch 1979